# بورکینو
بورکینو (به لاتین: Borkino) یک منطقهٔ مسکونی در روسیه است که در استان آستراخان واقع شده‌است.